# Muawiya ibn Abi Sufyán
Mu‘āwīyah ibn Abī Sufyān (en árabe: معاوية بن أبي سفيان) (c. 602-680) también conocido como Muawiya I fue un musulmán coraichita, el fundador y primer califa del Califato Omeya, sirviendo como califa desde el 661 hasta su muerte. 
Muawiya, quien inaugura la dinastía Omeya, fue uno de los protagonistas de la batalla de Siffín (julio de 657) contra Alí ibn Abi Tálib. Gobernador de Siria desde tiempos del califa Úmar ibn al-Jattab, se hizo con el poder en el 661 dando lugar a un estado árabe en Siria. Debido a su oposición al califa Alí, ha sido odiado y rechazado por los seguidores de este, los chiíes. Se convirtió en califa menos de 30 años después de la muerte del profeta islámico Mahoma, y fue el primero después del periodo de los cuatro califas "correctamente guiados" (Rashidun). Aunque se considera que carecía de la justicia y piedad que mostraran sus antecesores, los califas Rashidun, Muawiyah fue también el primer califa cuyo nombre apareció en monedas, inscripciones o documentos del naciente imperio islámico.
Muawiya y su padre, Abu Sufyan, se habían opuesto a Mahoma, su pariente lejano coraichita, hasta que este último capturó La Meca en 630, después de lo cual Muawiya se convirtió en uno de los escribas de Mahoma. Fue nombrado por el califa Abu Bakr como comandante de la vanguardia del ejército del hermano de Muawiya, Yazid ibn Abi Sufyan durante la conquista de Siria y ascendió en las filas hasta llegar a convertirse en el gobernador de Siria durante el reinado de su pariente, el califa Uthmán (r. 644-656). Se alió con la poderosa tribu Banu Kalb de la provincia, y desarrolló las defensas de sus ciudades costeras y luego dirigió los esfuerzos de guerra contra el Imperio bizantino, incluidas las primeras campañas navales musulmanas. Después del asesinato de Uthmán en 656, Muawiya asumió la causa de vengar al califa y se opuso a su sucesor, Ali. Durante la Primera Guerra Civil Musulmana, los dos llevaron a sus ejércitos a un punto muerto en la Batalla de Siffin en 657, lo que provocó una serie fallida de conversaciones de arbitraje para resolver al vencedor de la guerra. Posteriormente, Muawiya ganó reconocimiento como califa por parte de sus partidarios sirios y su aliado Amr ibn al-As, quien había conquistado Egipto de manos del gobernador nombrado por Ali en 658. Después del asesinato de Ali en 661, Muawiya obligó al hijo y sucesor de Ali, Hasan, a abdicar en Kufa, de forma que la soberanía de Muawiya fue reconocida en todo el Califato.
A nivel nacional, Muawiya dependía de tribus sirias leales y de la burocracia siria dominada por cristianos. Se le atribuye el establecimiento de departamentos gubernamentales responsables de las rutas postales, correspondencia y cancillería. En cuanto a su política exterior, enfrentó a sus tropas en incursiones terrestres y marítimas casi anuales contra los bizantinos, incluido un fallido asedio a Constantinopla, aunque la marea se tornó contra los árabes hacia el final de su reinado, y tuvo que pedir una tregua. En las provincias de Irak y el Califato oriental, delegó autoridad en los poderosos gobernadores al-Mughira y Ziyad ibn Abi Sufyan, al último de los cuales adoptó controversialmente como su hermano. Ziyad reinició las conquistas árabes hacia el este en Jorasán y Sistán y reformó el ejército y las administraciones fiscales de Irak. Bajo la dirección de Muawiya, el comandante Uqba ibn Nafi inició la conquista musulmana de Ifriqiya (norte de África central) en 670. Si bien Muawiya limitó la influencia de su clan omeya (dinastía omeya) al cargo de gobernador de Medina, nombró como su sucesor a su propio hijo, Yazid I. Esta acción no tenía precedentes en la política islámica y produjo la oposición de destacados líderes musulmanes, incluidos el otro hijo de Ali, Husayn, y Abd Allah ibn al-Zubayr, oposición que persistió hasta después de la muerte de Muawiya, y que culminó con el estallido de la Segunda Guerra Civil Musulmana.

## Origen y primeros años
El año de nacimiento de Muawiya ibn Abi Sufyán es incierto, y las fuentes tradicionales musulmanas sugieren los años con 597, 603 o 605. Muawiya nació en el seno del poderoso clan Banu Abd Shams, de la tribu de los Quraysh (coraichitas), la tribu dominante de La Meca. Su padre Abu Sufyan ibn Harb fue un destacado comerciante de La Meca que a menudo llevaba caravanas comerciales a  Siria. Su abuelo paterno Jattab ibn Umayyah fue hijo de Ummayah ibn Abd Shams, nieto de Abd Shams ibn Abd Manaf y bisnieto de Abd Manaf. Tanto su padre como su madre, Hind bint Utbah, eran unos de los miembros más importantes del clan, y Abu Sufyán se erigió como el líder del clan durante las primeras etapas de su conflicto con el profeta islámico Mahoma. Este último también provenía de los Quraysh y era pariente lejano de Mu'awiya a través de su ancestro paterno en común, Abd Manaf ibn Qusayy.
En 624, Mahoma y sus seguidores intentaron interceptar una caravana de La Meca liderada Abu Sufyán a su regreso de Siria, lo que le llevó a pedir refuerzos. El ejército coraichita que fue en su apoyo fue derrotado en la Batalla de Badr que se siguió, en la que murieron el hermano mayor de Muawiya, Hanzala, y su abuelo materno, Utba ibn Rabi'a. Abu Sufyán reemplazó al líder caído del ejército de La Meca, Abu Jahl, y llevó a los mecanos a la victoria contra los musulmanes en la Batalla de Uhud en 625. Después de su fallido asedio contra Mahoma en Medina en la Batalla de la Trinchera en 627, perdió su posición de liderazgo entre los Quraysh.
Mu'awiya y su padre pueden haber llegado a un arreglo con Mahoma durante las negociaciones de tregua en Hudaybiyya en 628 y la hermana viuda de Mu'awiya, Umm Habiba, se casó con Mahoma en 629. Cuando Mahoma capturó La Meca en 630, Mu'awiya, su padre y su hermano mayor Yazid se convirtieron al islam (probablemente por miedo a perder la vida más que por motivos de fe). Como parte de los esfuerzos de Mahoma por reconciliarse con los miembros de su tribu, Mu'awiya se convirtió en uno de sus kātib (escribas), siendo uno de los diecisiete miembros letrados de los Quraish en ese momento. La familia se mudó a Medina con el objetivo de mantener su recientemente ganada influencia en la naciente comunidad musulmana. Según algunas fuentes, Mahoma le tenía rencor por su implicación en la muerte y mutilación de su tío Hamza en la batalla de Uhud. Muawiya, junto con otros muchos árabes del momento, se alistó en el ejército para llevar a cabo la expansión del islam.

## Gobernador de Siria

### Carrera militar temprana y ascensos administrativos

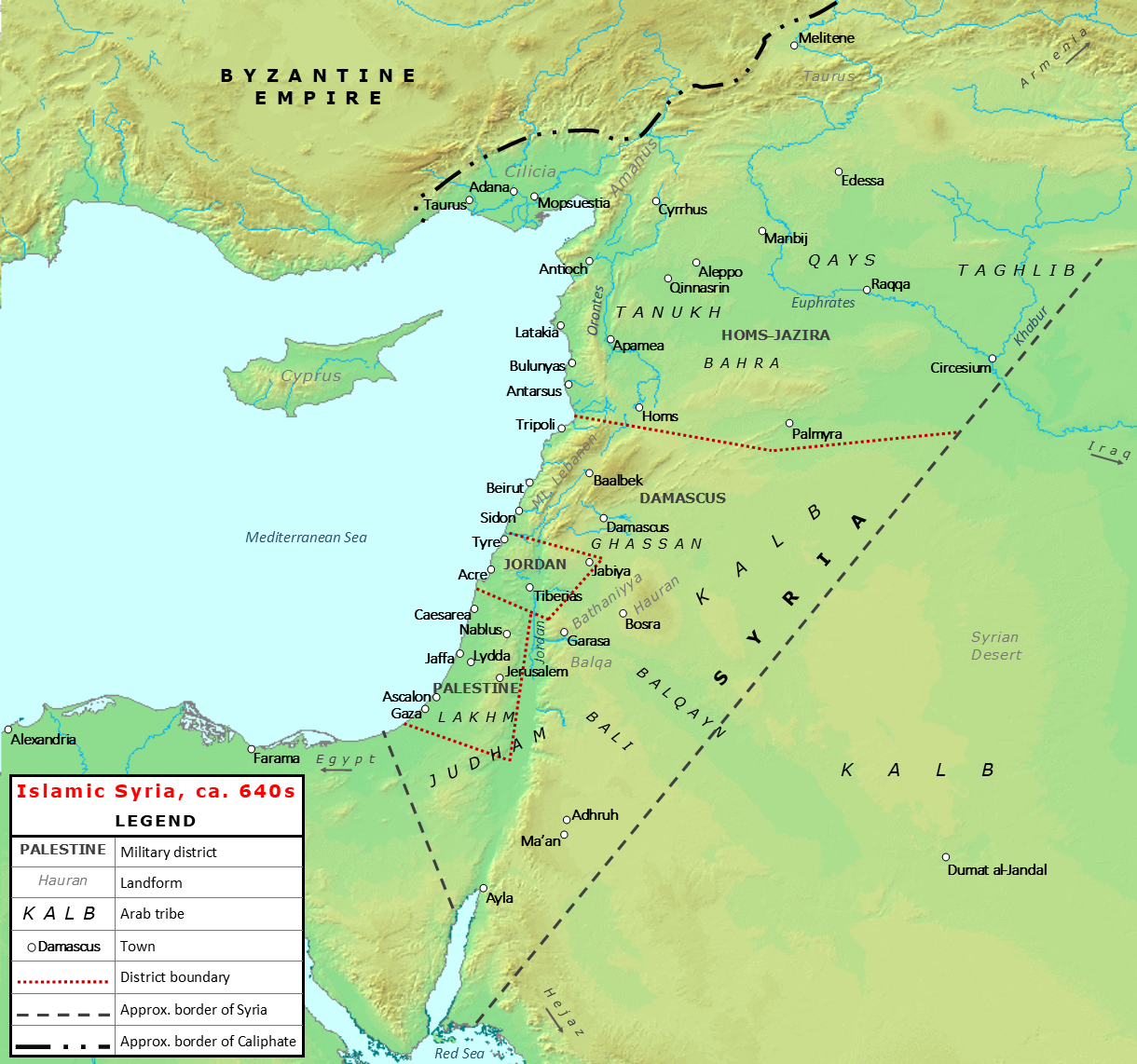
Mapa de Siria en las primeras décadas de gobierno islámico.

Después de la muerte de Mahoma en 632, Abu Bakr se convirtió en califa (líder de la comunidad musulmana). Abu Bakr tuvo que lidiar con desafíos a su liderazgo por parte de los Ansar, los nativos de Medina que le habían proporcionado a Mahoma refugio seguro de sus antiguos oponentes de La Meca, así como con las deserciones masivas de varias tribus árabes, así que se acercó a los Quraysh, en particular a sus dos clanes más fuertes, los Banu Makhzum y los Banu Abd Shams, para consolidar el apoyo a su Califato. Entre los coraichitas a quienes designó para reprimir a las tribus árabes rebeldes durante las guerras Ridda (632-633) se encontraba el hermano de Mu'awiya, Yazid, a quien más tarde envió como uno de los cuatro comandantes a cargo de la conquista musulmana de la Siria bizantina en 634. El califa nombró a Mu'awiya comandante de la vanguardia de Yazid. A través de estos nombramientos, Abu Bakr le dio a la familia de Abu Sufyán una participación en la conquista de Siria, donde Abu Sufyán ya poseía propiedades cerca de Damasco, a cambio de la lealtad de los Banu Abd Shams.
El sucesor de Abu Bakr, Úmar (r. 634-644), nombró a Abu Ubayda ibn al-Yarrah como comandante general del ejército musulmán en Siria en 636 después de la derrota de los bizantinos en la Batalla de Yarmuk, que allanó el camino para la conquista del resto de Siria. Mu'awiya estaba entre las tropas árabes que entraron en Jerusalén con el califa Úmar en 637. Después, Mu'awiya y Yazid fueron enviados por Abu Ubayda a conquistar las ciudades costeras de Sidon, Beirut y Byblos. Tras la muerte de Abu Ubayda en la plaga de Amwas en 639, Úmar dividió el mando de Siria, nombrando a Yazid como gobernador de los distritos militares de Damasco, Jordania y Palestina, y a Iyad ibn Ghanm como gobernador de Homs y la Yazira (Alta Mesopotamia). Cuando Yazid sucumbió a la plaga ese mismo año, Úmar nombró a Mu'awiya gobernador militar y fiscal de Damasco y posiblemente de Jordania. En 640 o 641, Mu'awiya capturó Cesárea, la capital del distrito de Palestina bizantina, y luego capturó Ascalón, completando así la conquista musulmana de Palestina. Ya en 640/41, Mu'awiya pudo haber dirigido una campaña contra Cilicia bizantina y procedió a Euchaita, bien adentro en territorio bizantino. En 644, lideró una incursión contra Amorio en la Anatolia bizantina. Los sucesivos ascensos de los hijos de Abu Sufyán contradecían los esfuerzos de Umar por reducir la influencia de la aristocracia coraichita en el estado musulmán a favor de los primeros conversos musulmanes. Según el historiador Leone Caetani, este tratamiento excepcional se debía al respeto personal de Úmar hacia los Omeyas, la rama de los Banu Abd Shams a la que pertenecía Mu'awiya. Sin embargo, el historiador Wilferd Madelung pone en duda esta afirmación, conjeturando, en cambio, que Úmar no tenía otra opción, debido a la ausencia de una alternativa apropiada a Mu'awiya en Siria y a la plaga que infestaba la región, lo que impedía el envío de comandantes más cercanos o convenientes a Úmar desde Medina.

### Consolidación del poder local
Con el ascenso al trono del califato del califa Uthmán (644-656), un Omeya como Mu'awiya, la gobernación de este se ensanchó hasta incluir Palestina, mientras que Umayr ibn Sa'd al-Ansari fue confirmado como gobernador del distrito de Homs-Jazira. A finales de 646 o principios de 647, Uthmán anexó el distrito de Homs-Yazira a la gobernación siria de Mu'awiya, aumentando así enormemente en número de tropas a su disposición. Durante el reinado de Uthmán, Mu'awiya formó una alianza con los Banu Kalb, la tribu predominante en el desierto sirio que se extendía desde el oasis de Dumat al-Yandal en el sur hasta los accesos de Palmira y componente principal de la confederación de tribus Quda'a presente a lo largo de Siria. Medina cortejaba constantemente a los Kalb, que se habían mantenido en general neutrales durante las guerras árabo-bizantinas, particularmente después de que las súplicas de Medina a los principales aliados árabes de los bizantinos, los Gasánidas, fueran rechazadas. Antes de la llegada del islam a Siria, los Kalb y los Quda'a, durante largo tiempo bajo la influencia de la cultura greco-aramea y la iglesia monofisista, habían servido a Bizancio como subordinados de sus filarcas gasánidas para defender la frontera siria contra las invasiones de los persas sasánidas y sus vasallos árabes, los lájmidas. Para cuando los musulmanes entraron en Siria, los Kalb y los Quda'a habían acumulado una experiencia militar importante y estaban acostumbrados al orden jerárquico y la obediencia. Para aprovechar su fuerza y así asegurar su presencia en Siria, Mu'awiya estrechó lazos con la casa gobernante de los Kalb, el clan de Bahdal ibn Unayf, casándose con la hija de este último,  Maysun en aproximadamente 650. También se casó con la prima paterna de Maysun, Na'ila bint Umara, por un corto período.
La dependencia de Mu'awiya en las tribus árabes sirias nativas se vio empeorada por el elevado número de víctimas que la plaga de Amwas infligió a las tropas musulmanas en Siria, provocando que el número de tropas disminuyese de 24 000 en 637 a 4000 en 639. Además, el foco de la migración tribal de Arabia era hacia el frente sasánida de Irak. Mu'awiya supervisó una política de reclutamiento liberal que resultó en que un número considerable de miembros de tribus cristianas y campesinos fronterizos llenaran las filas de sus fuerzas regulares y auxiliares. En efecto, los Tanukhidas cristianos y los Banu Tayy, una mezcla de cristianos y musulmanes, formaron parte del ejército de Mu'awiya en el norte de Siria. Para ayudar a pagar sus tropas, Mu'awiya solicitó y obtuvo de Uthmán la propiedad de las ricas y lucrativas tierras de la corona bizantina en Siria, y que previamente habían sido designadas por Úmar como propiedad comunal para el ejército musulmán.
Aunque la población cristiana rural aramea de Siria permaneció prácticamente intacta, la conquista musulmana había provocado una huida masiva de cristianos griegos urbanitas de Damasco, Alepo, Latakia y Trípoli al territorio bizantino, mientras que los que se quedaron tenían simpatías pro-bizantinas. Según el historiador J. W. Jandora, "Mu'awiya se enfrentó a un problema de población". En contraste con las otras regiones conquistadas del Califato donde se establecieron nuevas ciudades guarniciones para albergar a las tropas musulmanas y su administración, en Siria, en cambio, las tropas se establecieron en ciudades ya existentes, incluyendo Damasco, Homs, Jerusalén, Tiberíades, Alepo y Qinnasrin. Mu'awiya restauró, repobló y puso guardia sobre las ciudades costeras de Antioquía, Balda, Tartus, Maraclea y Baniyas. En Trípoli asentó aun número importante de judíos, mientras enviaba a Homs, Antioquía y Baalbek a los vestigios persas de la ocupación sasánida de la Siria bizantina de principios del siglo VII. Por instrucción de Uthmán, Mu'awiya asentó grupos de las tribus nómadas Tamim, Asad y Qais en áreas al norte del Éufrates en las cercanías de Raqqa.

### Campañas navales contra Bizancio y conquista de Armenia
Mu'awiya inició las campañas navales árabes contra los bizantinos en el Mediterráneo oriental, confiscando los puertos de Trípoli, Beirut, Tiro, Acre y Jaffa. Úmar había rechazado la solicitud de Mu'awiya de lanzar un invasión naval de Chipre, citando preocupaciones sobre la seguridad de las fuerzas musulmanas en el mar, pero Uthmán le permitió comenzar la campaña en 647, después de rechazar una petición previa. El razonamiento del gobernador era que la isla, controlada por los bizantinos, representaba una amenaza para las posiciones árabes a lo largo de la costa siria y podía neutralizarse fácilmente. El año exacto de la invasión no está claro y mientras las fuentes árabes tradicionales citan los años 647/48, 648/49 o 649/50, dos inscripciones griegas en la aldea chipriota de Solos citan dos incursiones lanzadas entre 648 y 650.
Según los historiadores musulmanes del siglo IX al-Baladhuri y Khalifa ibn Khayyat, Mu'awiya dirigió la incursión en persona, acompañado por su esposa Katwa bint Qaraza ibn Abd Amr del clan corachita Banu Nawfal, junto al comandante Ubada ibn al-Samit. Katwa murió en la isla y en algún punto Mu'awiya se casó con su hermana Fakhita. En un relato diferente, la incursión fue realizada por el almirante de Mu'awiya Abd Allah ibn Qays, quien desembarcó en Salamina antes de ocupar la isla. En cualquier caso, los chipriotas se vieron obligados a pagar un tributo igual al que pagaban a los bizantinos. Mu'awiya estableció una ciudad con una guarnición y una mezquita para mantener la influencia del califato en la isla, y que se convirtió en un escenario para que tanto árabes como bizantinos lanzaran incursiones unos contra los territorios de los otros. Los habitantes de Chipre fueron dejados en gran medida a su suerte y la evidencia arqueológica indica una prosperidad ininterrumpida durante este período.
El dominio del Mediterráneo oriental permitió a las fuerzas navales de Mu'awiya atacar Creta y Rodas en 653. A partir de la incursión en Rodas, Mu'awiya remitió importantes botines de guerra a Uthmán. En 654/55, una expedición naval conjunta lanzada desde Alejandría, Egipto y los puertos de Siria derrotó a una flota bizantina comandada por Constante II frente a la costa de Licia en la Batalla de los mástiles. Constante II se vio obligado a navegar a Sicilia, abriendo el camino para un ataque naval sobre Constantinopla. Los árabes fueron comandados por el gobernador de Egipto, Abd Allah ibn Abi Sarh, o el lugarteniente de Mu'awiya, Abu'l-A'war.
Mientras tanto, después de dos intentos anteriores de los árabes de conquistar Arminiya, un tercer intento en 650 terminó con una tregua de tres años pactada en Damasco entre Mu'awiya y el enviado bizantino Procopios. En 653, Muawiya recibió la sumisión del líder armenio Teodoro Restuni, acto que el emperador bizantino Constante prácticamente concedió al retirarse de Armenia ese año. En 655, el teniente comandante de Mu'awiya Habib ibn Maslama al-Fihri capturó Teodosiópolis y deportó a Restuni a Siria, solidificando el dominio árabe sobre Armenia.
Todas estas campañas tuvieron un alto en el camino tras el ascenso de Alí al califato, pero ahora es cuando tiene lugar una nueva y decisiva fase en la carrera de Muawiya hacia el poder.

## Conflicto con Alí
El territorio de Mu'awiya era generalmente inmune al creciente descontento que prevalecía en Medina, Egipto y Kufa contra las políticas de Uthmán en los años 650. La excepción era Abu Dharr al-Ghifari, quien había sido enviado a Damasco por condenar abiertamente cómo Uthmán estaba enriqueciendo a sus parientes. Al-Ghifari criticó las generosas sumas que Mu'awiya invirtió en la construcción de su residencia en Damasco, el Palacio de Khadra, lo que llevó al gobernador a expulsarlo. La confiscación de tierras de la corona por parte de Uthmán en Irak y su nepotismo impulsó a los coraichitas y a las élites desposeídas de Kufa y Egipto a oponerse al califa.
Uthmán pidió ayuda a Mu'awiya cuando rebeldes de Egipto sitiaron su casa en junio de 656. Mu'awiya envió un ejército de ayuda hacia Medina, pero lo retiró en Wadi al-Qura cuando llegó la noticia del asesinato de Uthmán. Ali, primo y yerno de Mahoma, fue reconocido como califa en Medina, pero poco después se le opuso gran parte de los coraichitas liderados por al-Zubayr y Talha, ambos prominentes compañeros de Mahoma, y la esposa de Mahoma, A 'isha, quienes temían la pérdida de su propia influencia y la de su tribu bajo Ali. Este último derrotó al triunvirato cerca de Basora en la Batalla del Camello, que terminó con la muerte de al-Zubayr y Talha, ambos potenciales contendientes por el califato, y el retiro de A'isha a La Meca. Con su posición segura en Irak, Egipto y Arabia, Ali volvió su atención hacia Mu'awiya, quien, a diferencia de los otros gobernadores provinciales, tenía una base de poder fuerte y leal, exigía venganza por el asesinato de su pariente omeya Uthmán y no podía ser reemplazado fácilmente. A este punto, Mu'awiya aún no reclamaba el califato para sí, y su objetivo principal era mantener el poder en Siria.
Durante los siete meses que siguieron a la elección de Ali, no hubo relaciones formales entre el califa y el gobernador de Siria. La victoria de Ali en Basora había dejado a Mu'awiya vulnerable, pues su territorio estaba enclavado en el medio entre las fuerzas leales a Ali en Irak y Egipto al este y al oeste, mientras que la guerra con los bizantinos continuaba en el norte. Tras no lograr la deserción del gobernador de Egipto, Qays ibn Sa'd, Mu'awiya resolvió poner fin a la hostilidad de la familia omeya hacia Amr ibn al-As, conquistador y exgobernador de Egipto, a quien habían acusado de participar en el asesinato de Uthmán. Mu'awiya y Amr, quienes eran ampliamente respetados por las tropas árabes en Egipto, hicieron un pacto de acuerdo con el cual este último se uniría a la coalición contra Ali y Mu'awiya acordaría públicamente instalar a Amr como gobernador vitalicio de Egipto en caso de que destituyeran al designado de Ali.
Aunque tenía el firme respaldo de los Kalb, para asegurarse el resto de su base en Siria, su pariente al-Walid ibn Uqba le aconsejó a Mu'awiya que asegurara una alianza con las tribus yemenitas Himyar, Kindah y Hamdan, quienes colectivamente dominaban la guarnición de Homs. Contrató al noble kindita y antiguo comandante musulmán Shurahbil ibn Simt, muy respetado en Siria, para unir a los yemenitas a su lado. Luego obtuvo el apoyo del líder dominante de Palestina, el jefe judamita Natil ibn Qays, al permitir que la confiscación del erario del distrito por este último quedara impune. Los esfuerzos dieron frutos y las demandas de guerra contra Ali crecieron a lo largo del territorio controlado por Mu'awiya. Mu'awiya entregó al enviado de Ali, el comandante veterano y jefe de los bajila Yarir al-Bajali, una carta que equivalía a una declaración de guerra contra el califa, cuya legitimidad se negó a reconocer. Mu'awiya aseguró su frontera norte con Bizancio pactando una tregua con el emperador en 657/58, lo que le permitió al gobernador concentrar el grueso de sus tropas en la inminente batalla con el califa.

### Batalla de Siffin y arbitraje
Los dos bandos se encontraron en Siffin cerca de Raqqa en la primera semana de junio de 657 y participaron en días de escaramuzas interrumpidas por una tregua de un mes el 19 de junio. Durante la tregua, Mu'awiya envió una embajada dirigida por Habib ibn Maslama, quien le presentó a Ali un ultimátum que le exigía que entregara a los presuntos asesinos de Uthmán, abdicara y permitiera la conformación de un shūrā (consejo) para decidir a quién correspondía el califato.Ali rechazó a los enviados de Mu'awiya y el 18 de julio declaró que los sirios seguían obstinados en su negativa a reconocer su soberanía. Al día siguiente, se dio inicio a una semana de duelos entre los principales comandantes de Ali y Mu'awiya. La batalla principal entre los dos ejércitos empezó el 26 de julio. Mientras las tropas de Ali avanzaban hacia la tienda de Mu'awiya, el gobernador ordenó a sus tropas de élite avanzar y derrotaron a los iraquíes antes de que la marea se volviera contra los sirios al día siguiente con la muerte de dos de los principales comandantes de Mu'awiya, Ubayd Allah, un hijo del califa Úmar, y Dhu'l-Kala Samayfa, el llamado "rey de Himyar". La pérdida de Ubayd Allah fue un golpe para el prestigio de Mu'awiya, ya que había sido el único vínculo de sangre no omeya con los primeros califas en darle a Mu'awiya su apoyo en ese momento.
Mu'awiya rechazó las sugerencias de sus consejeros de retar a Ali a un duelo y poner fin definitivamente a las hostilidades. La batalla culminó en la llamada "Noche del clamor" el 28 de julio, en la que las fuerzas de Ali tomaron la ventaja en una melé mientras el número de muertos aumentaba en ambos lados. Esto llevó a Amr ibn al-As a aconsejar a Mu'awiya a la mañana siguiente que varios de sus hombres ataran hojas del Corán a sus lanzas como un llamado a los iraquíes a que arreglaran el conflicto mediante consulta. Si bien este acto representó una especie de rendición cuando el gobernador abandonó, al menos temporalmente, su insistencia previa en resolver la disputa con Ali militarmente y perseguir a los asesinos de Uthmán en Irak, tuvo el efecto de sembrar discordia e incertidumbre en las filas de Ali.
El califa se adhirió a la voluntad de la mayoría en su ejército y aceptó la propuesta de arbitraje. Además, Ali estuvo de acuerdo con la demanda de Amr de omitir su título formal de amīr al-muʾminīn (comandante de los fieles o príncipe de los creyentes, el título tradicional de un califa), del documento de arbitraje inicial redactado el 2 de agosto. Según Kennedy, el acuerdo obligó a Ali "a negociar con Mu'awiya en igualdad de condiciones y abandonar su derecho indiscutible a liderar la comunidad", y Madelung afirma que "le dio a Mu'awiya una victoria moral" antes de inducir una "desastrosa división en las filas de los hombres de Ali". En efecto, tras el regreso de Ali a Kufa en septiembre de 658, una gran parte de sus tropas que se habían opuesto al arbitraje desertaron, dando inicio al movimiento jariyita. El acuerdo inicial pospuso el arbitraje a una fecha posterior. La información de las fuentes tradicionales sobre el momento, el lugar y el resultado del arbitraje es contradictoria, pero probablemente hubo dos reuniones entre los respectivos representantes de Mu'awiya y Ali, Amr y Abu Musa al-Ash'ari, el primero en Dumat al-Yandal y el último en Adhruh. Ali aparentemente abandonó el arbitraje después de la primera reunión en la que Abu Musa —quien, a diferencia de Amr, no era particularmente cercano a la causa del califa— aceptó la afirmación de la parte siria de que Uthmán había sido asesinado injustamente, un veredicto al que Ali se opuso. La reunión final en Adhruh se vino al suelo y para entonces Mu'awiya había emergido como un importante contendiente por el califato.

### Reclamación del califato y reanudación de las hostilidades

Mapa de la Primera Fitna. Las áreas sombreadas en verde y rosa representan respectivamente los territorios bajo el control del califa Ali y Mu'awiya en 658.

Tras la ruptura de las conversaciones de arbitraje, Amr y los delegados sirios regresaron a Damasco, donde empezaron a referirse a Mu'awiya como amīr al-muʾminīn (título reservado, como se dijo, a los califas). En abril/mayo de 658, Mu'awiya recibió un juramento de lealtad general de parte de los sirios. En respuesta, Ali interrumpió toda comunicación con Mu'awiya, se movilizó para la guerra e invocó una maldición contra Mu'awiya y su séquito cercano como parte de su ritual en las oraciones matutinas. Mu'awiya correspondió de igual manera contra Ali y sus seguidores más cercanos en su propio territorio.
En julio, Mu'awiya envió un ejército al mando de Amr a Egipto después de una solicitud de intervención de parte de amotinados pro-uthmanitas en la provincia y quienes estaban siendo reprimidos por el gobernador, el hijo del califa Abu Bakr e hijastro de Ali, Muhámmad ibn Abi Bakr. Las tropas de este último fueron derrotadas por las fuerzas de Amr, la capital provincial de Fustat fue capturada y Muhámmad fue ejecutado por orden de Mu'awiya ibn Hudayj, líder de los rebeldes pro-uthmanitas. La pérdida de Egipto fue un gran golpe para la autoridad de Ali, quien tenía las manos ocupadas luchando contra los desertores jariyitas en Irak (que le recriminaban por aceptar el arbitraje), y cuyo control en Basora y las dependencias del este y el sur de Irak se estaba erosionando. Aunque su posición estaba así fortalecida, Mu'awiya se abstuvo de lanzar un asalto directo contra Ali. En cambio, su estrategia consistió en sobornar a los jefes tribales del ejército de Ali para que se pasaran a su lado, y en hostigar a los habitantes a lo largo de la frontera occidental de Irak. La primera incursión fue realizada por al-Dahhak ibn Qays al-Fihri contra nómadas y peregrinos musulmanes en el desierto al oeste de Kufa. A esto le siguió un fallido ataque de Nu'man ibn Bashir al-Ansari contra la ciudad Ayn al-Tamr, y luego, en el verano de 660, incursiones exitosas de Sufyan ibn Awf contra las ciudades de Hit y Anbar.
En 659/660, Mu'awiya expandió las operaciones al Hiyaz (Arabia occidental, donde se encuentran La Meca y Medina), enviando a Abd Allah ibn Mas'ada al-Fazari a recoger el impuesto de limosna y a obtener promesas de lealtad a Mu'awiya por parte de los habitantes del oasis Taima. Esta incursión inicial fue derrotada por los kufanos, mientras que un intento de obtener promesas de lealtad de los coraichitas de La Meca en abril de 660 también fracasó. En el verano, Mu'awiya envió un gran ejército bajo el comando de Busr ibn Abi Artat a conquistar el Hiyaz y Yemen. Ordenó a Busr que intimidara a los habitantes de Medina sin lastimarlos, que dejara en paz a los mecanos, y que matara a cualquiera en Yemen que se negara a jurar lealtad. Busr avanzó a través de Medina, La Meca y Ta'if, sin encontrar resistencia y obteniendo reconocimiento para Mu'awiya de esas ciudades. En Yemen, Busr ejecutó a varios notables en Naŷrán y sus alrededores debido a que habían criticado a Uthmán en el pasado o por tener vínculos con Ali, y masacró a numerosos miembros de la tribu Hamdan y habitantes de Sana'a y Ma'rib. Antes de que pudiera continuar su campaña en Hadramaut, se retiró al acercarse un ejército de apoyo de los kufanos.
La noticia de las acciones de Busr en Arabia impulsó a las tropas de Ali a unirse en la campaña que tenía planificada contra Mu'awiya, pero la expedición fue abortada como resultado del asesinato de Ali por un jariyita en enero de 661. Posteriormente, Mu'awiya condujo a su ejército hacia Kufa, donde el hijo de Ali, al-Hasan, había sido nominado como su sucesor. Hasan abdicó al califato a cambio de un acuerdo financiero, y Mu'awiya entró en Kufa en julio o septiembre de 661 donde fue reconocido como califa. Este año es considerado por las fuentes musulmanas tradicionales como "el año de la unidad" y generalmente es considerado como el comienzo del califato de Mu'awiya.
Antes y/o después de la muerte de Ali, Mu'awiya recibió juramentos de lealtad en una o dos ceremonias formales en Jerusalén, la primera a finales de 660 o principios de 661 y la segunda en julio de 661. El geógrafo de Jerusalén del siglo X al-Maqdisi sostiene que Mu'awiya había desarrollado una mezquita construida originalmente por el califa Úmar en el Monte del Templo y recibió sus juramentos de lealtad formales allí. Según la fuente más antigua existente sobre el ascenso al trono de Mu'awiya en Jerusalén, las Crónicas Maronitas casi contemporáneas, escritas por un autor siríaco anónimo, Mu'awiya recibió las promesas de los jefes tribales y luego oró en el Gólgota y en el Sepulcro de la Virgen María en Getsemaní, ambos adyacentes al Monte del Templo. Las Crónicas Maronitas también sostienen que Mu'awiya "no usaba una corona como otros reyes en el mundo".

## Califato Omeya
Tras su ascenso y proclamación como califa, Muawiya tuvo que hacer frente al gobierno de un Califato que se extendía desde Egipto por el Oeste hasta Irán por el Este, fortaleciendo el poder de sus aliados en los territorios árabes recientemente conquistados. La primera medida que llevó a cabo fue la de establecer una nueva sede dentro del califato, y esta recayó sobre Damasco.

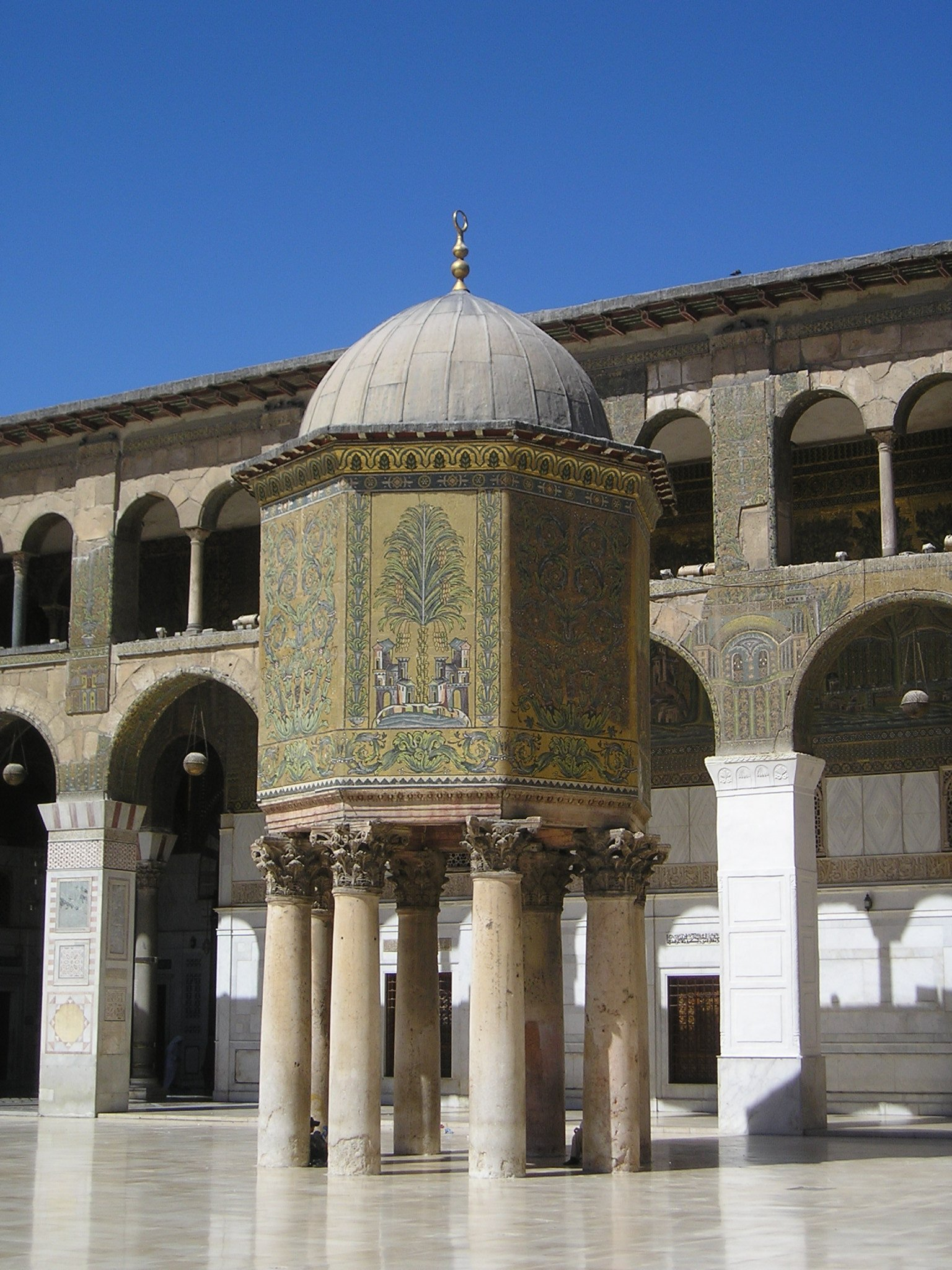
La mezquita de Damasco, construida durante el mandato de Muawiya.

Asimismo, se establece el poder personal del califa y de su capacidad de acción, por lo que ha de rodearse de personas de confianza y de elegidos, de la mayor fastuosidad, con la intención de imitar a los emperadores persas y bizantinos. Este planteamiento lleva a la construcción de palacios, mezquitas (Damasco, Jerusalén). Esta política no es vista con buenos ojos por algunos grupos religiosos, sobre todo por los más piadosos, que lo acusan de falta de fe.
Continúa la tradición de los consejos, aunque ahora surgen con un fuerte rasgo tribal. No solo el califa se rodea de ellos sino que los jefes territoriales también. Del mismo modo, Muawiya crea dos diwan, que le ayudan en la centralización del Califato: el Diwan al-Jatam o "Cancillería" y el Barid o "Servicio Postal”, que mejoraron las comunicaciones dentro del califato.
Con el designio de disponer libremente de su sucesión y aprovechando el juramento de fidelidad (bay‘ah), Muawiya pretende que los notables den lealtad a su hijo Yazid, llamado a ser su heredero. Esto acentúa su poder pero también las críticas, y así el califato omeya deja atrás la tradición.
Muawiya prosiguió con la política de expansión de sus antecesores, los califas ortodoxos. En Occidente intentó hacerse con Sicilia y el norte de África. En Oriente, se inmiscuyó en Asia central, tomando las ciudades de Kabul (en la actual Afganistán), Bujará y Samarcanda (en Uzbekistán); en el Asia Menor penetraron en Esmirna (actual Turquía). Durante un tiempo intentó conquistar Constantinopla, sin poder lograrlo pues la situación contemporánea no permitía un sitio de tal magnitud. Debido a ello, Muawiya aceptó un tratado de paz con los bizantinos. 
Finalmente, su mandato concluyó tras su muerte en el 680 d. C., sucediéndole su hijo Yazid I.

### Administración y gobierno nacional
Hay poca información en las fuentes tradicionales musulmanas sobre el gobierno de Mu'awiya en Siria, el centro de su califato. Estableció su corte en Damasco y trasladó allí el erario del califato desde Kufa. Se apoyó en sus soldados tribales sirios, aumentándoles el salario a expensas de las guarniciones iraquíes. Los estipendios más altos los recibían, de forma heredable, 2000 nobles de las tribus Quda'a y Kinda, los componentes centrales de su base de apoyo, a quienes se les otorgó además el privilegio de ser consultores en todas las decisiones importantes, así como el derecho a vetar o proponer medidas. Los respectivos líderes de los Quda'a y Kinda, el jefe kalbita Ibn Bahdal y los Shurahbil, ubicados en Homs, hicieron parte de su círculo íntimo sirio junto con los coraichitas Abd al-Rahman ibn Khalid, hijo del distinguido comandante Jálid ibn al-Walid, y al-Dahhak ibn Qays.
Las fuentes tradicionales atribuyen a Mu'awiya el establecimiento de los dīwānes (departamentos gubernamentales) para manejar los asuntos de correspondencia (rasāʾil), cancillería (khātam) y rutas postales (barīd). Tras un intento de asesinato por parte del jariyita al-Burak ibn Abd Allah contra Mu'awiya mientras rezaba en la mezquita de Damasco en 661, Mu'awiya estableció una ḥaras (guardia personal) así como shurṭa (tropas selectas) y maqṣūras (áreas reservadas y custodiadas) dentro de las mezquitas. El erario del califa dependía en gran medida de los ingresos fiscales provenientes de Siria y de los ingresos provenientes de las tierras que la corona confiscó en Irak y Arabia. También recibía, como se acostumbraba, la quinta parte de cualquier botín de guerra conseguido por sus comandantes durante las expediciones. En Jazira, Mu'awiya hizo frente a la llegada de varias tribus, incluyendo grupos previamente establecidos como los Sulaym, recién llegados de las confederaciones de Mudar y Rabī'a, y refugiados de la guerra civil provenientes de Kufa y de Basora, separando administrativamente el distrito militar de Qinnasrin-Jazira de Homs, según el historiador del siglo VIII Sayf ibn Umar. El historiador del siglo IX al-Baladhuri atribuye este cambio al sucesor de Mu'awiya, Yazid I.
Siria retuvo la burocracia que mantenía desde la era bizantina, y que estaba compuesta por cristianos, incluido el jefe de la administración tributaria, Sarjun ibn Mansur. Este último había servido a Mu'awiya en el mismo cargo antes de que subiera al califato, y su padre había probablemente ejercido el cargo bajo el emperador Heraclio. Mu'awiya era tolerante con la mayoría cristiana nativa de Siria. A su vez, la comunidad estaba en general satisfecha con su gobierno, bajo el cual sus condiciones eran al menos tan favorables como lo habían sido bajo los bizantinos. Mu'awiya intentó acuñar sus propias monedas, pero la nueva moneda fue rechazada por los sirios porque omitía el símbolo de la cruz. La única certificación epigráfica del gobierno de Mu'awiya en Siria, una inscripción griega fechada en 663 y descubierta en las aguas termales de Hamat Gader cerca del lago Tiberíades, se refiere al califa como ʿAbd Allāh Muʿāwiya, amīr al-muʾminīn  ("El siervo de Dios Mu'awiya, comandante de los fieles"; el nombre del califa está precedido por una cruz) y le atribuye haber restaurado los baños de la época romana en beneficio de los enfermos. Según el historiador Yizhar Hirschfeld, "con este hecho, el nuevo califa buscó complacer a sus súbditos cristianos". El califa a menudo pasaba sus inviernos en su palacio de Sinnabra cerca de a orillas del lago Tiberíades. Mu'awiya también recibió el mérito de haber ordenado la restauración de la iglesia de Edessa después de que quedara en ruinas tras un terremoto en 679. Demostró un gran interés en Jerusalén. Aunque se carece de pruebas arqueológicas, hay indicios en fuentes literarias medievales de que una mezquita rudimentaria en el Monte del Templo existía ya para la época de Mu'awiya o que fue construida por él.

### Gobierno en las provincias
El principal desafío interno de Mu'awiya fue el de supervisar un gobierno con su sede en Siria que pudiera reunir a un califato fracturado política y socialmente, así como afirmar la autoridad sobre las tribus que formaban sus ejércitos. Aplicó un gobierno indirecto sobre las provincias del Califato, nombrando gobernadores con una autonomía que incluía plena autoridad civil y militar. Aunque en principio los gobernadores estaban obligados a remitir los excedentes de sus ingresos fiscales al califa, en la práctica, la mayor parte de los excedentes se distribuía entre las guarniciones provinciales, y Damasco recibía una porción insignificante. Durante el califato de Mu'awiya, los gobernadores se apoyaban en los ashrāf (jefes tribales), quienes servían como intermediarios entre las autoridades y los miembros de las tribus en las guarniciones. En lugar del gobierno absoluto practicado por el califa Ali, el arte de gobernar de Mu'awiya probablemente se inspiró en su padre, quien había utilizado su riqueza para establecer alianzas políticas. El califa generalmente prefería sobornar a sus oponentes antes que la confrontación directa. En la revisión del historiador Hugh Kennedy, Mu'awiya gobernó "haciendo acuerdos con los que tenían el poder en las provincias, aumentando el poder de aquellos que estaban dispuestos a cooperar con él y asignando tantas figuras influyentes para su causa como fuese posible".

#### Irak y el oriente
Los desafíos a la autoridad central en general y al gobierno de Mu'awiya en particular eran más agudos en Irak, donde abundaban las divisiones entre los advenedizos ashrāf y la antigua élite musulmana, la última de las cuales estaba dividida entre los partidarios de Ali y los jariyíes. El ascenso de Mu'awiya marcó el surgimiento de los ashrāf kufanos representados en los antiguos patrocinadores de Ali, al-Ash'ath ibn Qays y Yarir ibn Abd Allah, a expensas de la vieja guardia de Ali representada por Hujr ibn Adi e Ibrahim, el hijo del ayudante principal de Ali, Malik al-Ashtar. La opción inicial de Mu'awiya para gobernar Kufa en 661 era al-Mughira ibn Shu'ba, quien poseía una considerable experiencia administrativa y militar en Irak y estaba muy familiarizado con los habitantes y problemas de la región. Bajo su administración de casi una década, al-Mughira mantuvo la paz en la ciudad, ignorando transgresiones que no amenazaran su gobierno, y permitiendo que los kufanos mantuvieran posesión de las lucrativas tierras de la corona sasánida en el distrito de Jibal y, a diferencia de administraciones pasadas, pagaba de manera consistente y oportuna los estipendios de la guarnición.
En Basora, Mu'awiya volvió a nombrar a su pariente del clan Abd Shams Abd Allah ibn Amir, quien había ocupado el cargo bajo Uthmán. Durante el reinado de Mu'awiya, Ibn Amir reanudó sus expediciones a Sistan, llegando hasta Kabul. No logró, sin embargo, mantener el orden en Basora, donde había un resentimiento creciente hacia las distantes campañas. En consecuencia, Mu'awiya reemplazó a Ibn Amir con Ziyad ibn Abihi en 664 o 665. Este último había sido uno de los leales a Ali y el que más tardó de ellos en dar reconocimiento al califato de Mu'awiya, y se había atrincherado en la fortaleza Istakhr en Fars. Busr había amenazado con ejecutar a tres de los hijos pequeños de Ziyad en Basora para forzar su rendición, pero al-Mughira, su mentor, finalmente lo convenció de que se sometiera a la autoridad de Mu'awiya en 663. En una controvertida medida que aseguró la lealtad del huérfano Ziyad, a quien el califa consideraba el candidato más capaz para gobernar Basora, Mu'awiya lo adoptó como su medio hermano paterno pese a las protestas de su propio hijo Yazid, así como de Ibn Amir y sus parientes omeyas en el Hiyaz.
Tras la muerte de al-Mughira en 670, Mu'awiya anexó a Kufa y sus dependencias al gobierno basorita de Ziyad, convirtiéndolo en el virrey virtual del califa sobre la mitad oriental del califato. Ziyad enfrentó el problema central económico de Irak, el de la superpoblación en las amsar (ciudades-guarnición) y la consiguiente escasez de recursos, reduciendo el número de tropas en las nóminas y enviando a 50 000 soldados iraquíes y a sus familias a asentarse en el Gran Jorasán. Esto también consolidó la posición árabe previamente débil e inestable en la provincia más oriental del Califato y permitió conquistas hacia Transoxiana. Como parte de sus esfuerzos de reorganización en Kufa, Ziyad confiscó las tierras de la corona en su guarnición, que a partir de entonces se convirtieron en posesión del califa. La oposición a las confiscaciones que era dirigida por Hujr ibn Adi, cuya defensa pro-alide había sido tolerada por al-Mughira, fue reprimida violentamente por Ziyad. Hujr y su séquito fueron enviados a Mu'awiya a ser castigados y ejecutados por orden del califa, marcando así la primera ejecución política en la historia islámica, y la que serviría como presagio de futuros levantamientos pro-alidas en Kufa. Después de la muerte de Ziyad en 673, Mu'awiya lo reemplazó gradualmente en todas sus oficinas con su hijo Ubayd Allah. En efecto, al depender de al-Mughira, de Ziyad y de sus hijos, Mu'awiya les otorgó en concesión la administración de Irak y el califato oriental a los miembros del clan de élite Thaqif, que tenía vínculos establecidos desde hace mucho tiempo con los coraichitas y fue fundamental en la conquista de Irak.

#### Egipto
En Egipto, Amr gobernaba más como un socio virtual que como un subordinado de Mu'awiya hasta su muerte en 664, y se le permitió retener los ingresos excedentes de la provincia. El califa ordenó la reanudación de los envíos de granos y aceite egipcios a Medina, poniendo fin a la pausa causada por la Primera Fitna. Después de la muerte de Amr, el hermano de Mu'awiya, Utba, y luego uno de los primeros compañeros de Mahoma, Uqba ibn Amir, sirvieron sucesivamente como gobernadores antes de que Mu'awiya nombrara a Maslama ibn Mukhallad al-Ansari en 667. Maslama permaneció como gobernador durante el reinado de Mu'awiya, expandiendo significativamente Fustat y su mezquita y aumentando la importancia de la ciudad en 674 al reubicar el principal astillero de Egipto de Alejandría a la cercana Isla Roda, debido a la vulnerabilidad de la primera a las incursiones navales bizantinas.
La presencia árabe en Egipto se limitaba principalmente a la guarnición central en Fustat y la guarnición más pequeña en Alejandría. La afluencia de tropas sirias traídas por Amr en 658 y las tropas de Basora enviadas por Ziyad en 673 aumentaron el tamaño de la guarnición de Fustat de 15 000 a 40 000 hombres durante el reinado de Mu'awiya. Utba aumentó la guarnición de Alejandría a 12 000 hombres y construyó la residencia del gobernador en la ciudad, cuya población griega cristiana era generalmente hostil al dominio árabe. Cuando el diputado de Utba en Alejandría se quejó de que sus tropas no podían controlar la ciudad, Mu'awiya desplegó otros 15 000 soldados de Siria y Medina. Las tropas en Egipto eran mucho menos rebeldes que sus contrapartes iraquíes, aunque elementos de la guarnición de Fustat ocasionalmente se oponían a las políticas de Mu'awiya, culminando durante el mandato de Maslama con la protesta generalizada por la incautación de tierras de la corona por parte de Muawiya en Fayún y su posterior asignación a su hijo Yazid, protesta que obligó al califa a revertir su orden.

#### Arabia
Aunque la venganza por el asesinato de Uthmán había sido la base sobre la cual Mu'awiya había reclamado su derecho al califato, no emuló de Uthmán el fortalecimiento de los omeyas ni los usó para afirmar su propio poder. Con pocas excepciones, los miembros del clan no fueron designados a las provincias ricas ni a la corte del califa, y Mu'awiya limitó en gran medida su influencia a Medina, la antigua capital del Califato. donde la mayoría de los omeyas y la antigua aristocracia coraichita mantenían aún su sede. La pérdida del poder político generó resentimiento entre los omeyas de Medina con Mu'awiya, quien puede haberse vuelto cauteloso con las ambiciones políticas de la rama Abu al-As del clan, una rama mucho más grande y a la que había pertenecido Uthmán, y que estaba liderada por Marwán ibn al-Hakam. El califa intentó debilitar al clan provocando divisiones internas. Entre las medidas tomadas se encuentra el reemplazo de Marwán de la gobernación de Medina en 668 por otro líder omeya, Sa'id ibn al-As. A este último se le ordenó demoler la casa de Marwán, pero se negó, y cuando Marwán fue restaurado en 674, este rechazó a su vez la orden de Mu'awiya de demoler la casa de Sa'id. Mu'awiya despidió a Marwán una vez más en 678, reemplazándolo con su propio sobrino, al-Walid ibn Utba. Además de su propio clan, las relaciones de Mu'awiya con los Banu Hashim (el clan del profeta Mahoma y el califa Ali), las familias de los compañeros más cercanos de Mahoma, el otrora prominente clan Banu Makhzum, y los Ansar se caracterizaron generalmente por la hostilidad o la sospecha.
A pesar de su traslado a Damasco, Mu'awiya siguió sintiendo cariño por su patria chica y daba a conocer su anhelo por "la primavera en Jeddah [sic], el verano en Ta'if, [y] el invierno en La Meca". Compró varias grandes extensiones en toda Arabia e invirtió sumas considerables para desarrollar las tierras para su uso agrícola. Según la tradición literaria musulmana, en la llanura del Arafat y el árido valle de La Meca, cavó numerosos pozos y canales, construyó presas y diques para proteger el suelo de las inundaciones estacionales y construyó fuentes y embalses. Sus esfuerzos vieron surgir extensos campos de cereales y palmeras datileras en los suburbios de La Meca, que permanecieron en este estado hasta deteriorarse durante la era abasí, que comenzó en 750. En  Yamama en Arabia central, Mu'awiya confiscó a los Banu Hanifa las tierras de Hadarim donde empleó a 4000 esclavos, probablemente para cultivar sus campos. El califa ganó posesión de propiedades en y cerca de Taif que, junto con las tierras de sus hermanos Anbasa y Utba, formó un grupo considerable de propiedades.
Una de las inscripciones árabes más antiguas conocidas del reinado de Mu'awiya se encontró en una presa de conservación de suelos llamada Sayisad, 32 kilómetros (19,9 mi) al oriente de Ta'if, que acredita a Mu'awiya por la construcción de la presa en 677/78 y le pide a Dios que le dé la victoria y la fuerza. Mu'awiya también se acredita como el patrón de una segunda presa llamada al-Khanaq 15 kilómetros (9,3 mi) al oriente de Medina, según una inscripción encontrada en el sitio. Esta es posiblemente la presa entre Medina y las minas de oro de la tribu Banu Sulaym atribuida a Mu'awiya por los historiadores al-Harbi (m. 898) y al-Samhudi (m. 1533).

### Guerra con Bizancio

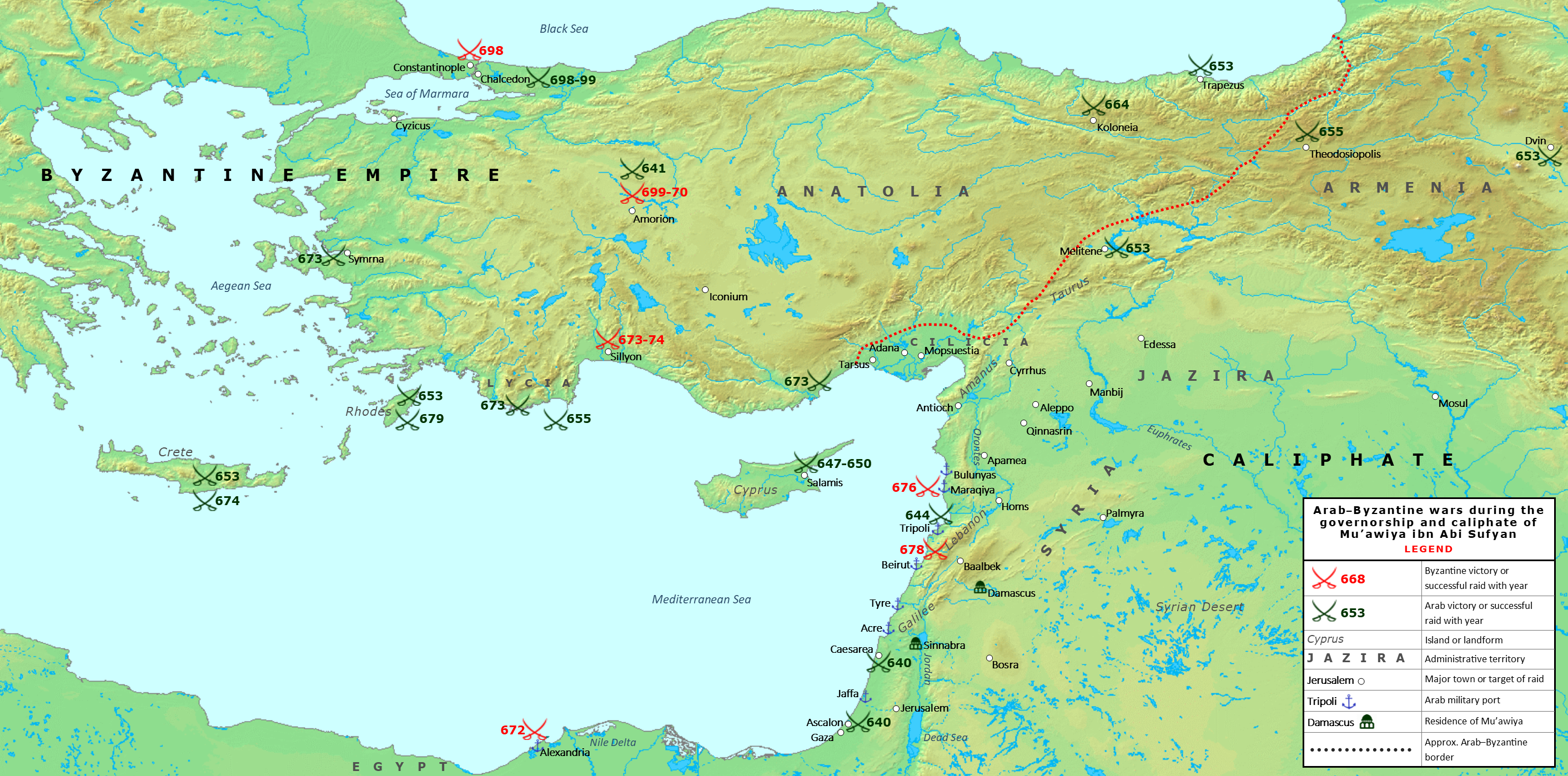
Guerras árabo-bizantinas durante la gobernación y califato de Muawiya.

Mu'awiya poseía más experiencia personal que cualquier otro califa luchando contra los bizantinos, la principal amenaza externa para el Califato, y prosiguió la guerra contra el imperio bizantino de forma más enérgica y continua que sus sucesores. La Primera Fitna había hecho que los árabes perdieran el control de Armenia ante príncipes nativos y pro-bizantinos, pero en 661 Habib ibn Maslama volvió a invadir la región. Al año siguiente, Armenia se convirtió en tributario del Califato y Mu'awiya reconoció al príncipe armenio Grigor Mamikonian como su comandante. No mucho después de la guerra civil, Mu'awiya rompió la tregua con Bizancio, y casi anual o semestralmente el califa envió a sus tropas sirias en incursiones a través de la frontera montañosa de Anatolia, la zona neutral entre el Imperio y el Califato. Al menos hasta la muerte de Abd al-Rahman ibn Khalid en 666, Homs sirvió como el principal punto de partida para las ofensivas, y luego Antioquía también sirvió para este propósito. La mayor parte de las tropas que combatían en los frentes de Anatolia y Armenia provenían de los grupos tribales que llegaron de Arabia durante y después de la conquista.
De acuerdo con las crónicas de al-Tabari (m. 923) y Agapio de Hierápolis (d. 941), la primera incursión del califato de Mu'awiya ocurrió en 662/63, durante la cual sus fuerzas infligieron una dura derrota a un ejército bizantino, dando de baja a numerosos patricios. El siguiente año una incursión liderada por Busr llegó hasta Constantinopla y en 664/65, Abd al-Rahman ibn Khalid saqueó Koloneia en el noreste de Anatolia. A finales de la década de 660, las fuerzas de Mu'awiya atacaron Antioquía de Pisidia o Antioquía de Isauria. Según las fuentes tradicionales musulmanas, las incursiones alcanzaron su punto máximo entre 668/669 y 669/670. En cada uno de esos años se produjeron seis campañas terrestres y una campaña naval importante, la primera de una flota egipcia y medinense y la segunda de una flota egipcia y siria. Además de estas ofensivas, al-Tabari escribe que el hijo de Mu'awiya, Yazid, dirigió una campaña contra Constantinopla en 669 e Ibn Abd al-Hakam escribe que las armadas egipcia y siria dirigidas respectivamente por Uqba ibn Amir y Fadhala ibn Ubayd se unieron al asalto. El historiador moderno Marek Jankowiak afirma que la multitud de campañas que se describen durante estos dos años representan esfuerzos coordinados de Mu'awiya por conquistar la capital bizantina. Descartando la visión convencional de un sitio de Constantinopla de muchos años de duración en la década de 670, que se basó en la historia del cronista bizantino Teófanes el Confesor (m. 818), Jankowiak afirma que Mu'awiya probablemente ordenó la invasión durante una oportunidad que se le presentó gracias a la rebelión del general armenio bizantino Saborios, quien hizo un pacto con el califa en la primavera de 667. El califa envió un ejército al mando de Fadhala ibn Ubayd, pero antes de que los armenios pudieran unirse a él, Saborios murió. Mu'awiya entonces envió refuerzos liderados por Yazid, quien dirigió la invasión del ejército árabe en el verano. Una flota árabe llegó al Mar de Mármara en otoño, mientras que Yazid y Fadhala, habiendo asaltado Calcedonia durante el invierno, sitiaron Constantinopla en la primavera de 668, pero debido al hambre y las enfermedades levantaron el sitio a finales de junio. Los árabes continuaron su campañas en las cercanías de Constantinopla antes de retirarse a Siria muy probablemente a finales de 669.
Tras la muerte del emperador Constante II en julio de 668, Mu'awiya supervisó una política cada vez más agresiva de guerra naval contra los bizantinos. Continuó sus esfuerzos anteriores por reasentar y fortalecer las ciudades portuarias sirias. Debido a la reticencia de los miembros de las tribus árabes a habitar las costas, en 663 Mu'awiya trasladó a civiles persas y al personal que previamente se había establecido en el interior de Siria en Acre y Tiro, y transfirió soldados persas de élite de Kufa y Basora a la guarnición en Antioquía. Unos años más tarde, Mu'awiya instaló en Apamea a 5000 eslavos que habían desertado de los bizantinos durante una de las campañas de sus fuerzas en Anatolia. En 669, la armada de Mu'awiya atacó hasta Sicilia. En 670, la fortificación a gran escala de Alejandría fue completada.
Mientras que las crónicas de al-Tabari y al-Baladhuri reportan que las fuerzas de Mu'awiya capturaron Rodas en 672-674 y colonizaron la isla durante siete años antes de retirarse durante el reinado de Yazid I, el historiador moderno Clifford Edmund Bosworth ha puesto en cuestión estos eventos y sostiene que la isla solo fue asaltada por el lugarteniente de Mu'awiya, Junada ibn Abi Umayya al-Azdi en 679/80. Bajo el emperador Constantino IV (r. 668-685), los bizantinos comenzaron una contraofensiva contra el Califato, primero atacando Egipto en 672 o 673, mientras que en el invierno de 673, el almirante de Mu'awiya, Abd Allah ibn Qays, dirigió una gran flota que asaltó Esmirna y las costas de Cilicia y Licia. Los bizantinos consiguieron una gran victoria contra un ejército y una flota árabes lideradas por Sufyan ibn Awf, posiblemente en Sillyon, en 673/74. Al año siguiente, Abd Allah ibn Qays y Fadhala desembarcaron en Creta y en 675/676, una flota bizantina asaltó Maraqiya, matando al gobernador de Homs. En 677, 678 o 679 Mu'awiya pidió la paz con Constantino IV, posiblemente como resultado de la destrucción de su flota o el despliegue bizantino de los Mardaítas en el litoral sirio durante ese tiempo. Se acordó un tratado de treinta años, que obligaba al Califato a pagar un tributo de 3000 monedas de oro, 50 caballos y 50 esclavos, y retirar sus tropas de las bases de avanzada que habían ocupado en la costa bizantina. Aunque los musulmanes no lograron ninguna ganancia territorial permanentes en Anatolia durante el gobierno de Mu'awiya, las frecuentes incursiones proporcionaron a las tropas sirias de Mu'awiya botines de guerra y tributos, lo que ayudó a asegurar su lealtad continua y agudizó sus habilidades de combate. Además, el prestigio de Mu'awiya aumentó y se evitó que los bizantinos lanzara alguna campaña concertada contra Siria. 

#### Conquista del norte de África central
Las expediciones contra el África del Norte bizantina se renovaron durante el reinado de Mu'awiya, y los árabes no habían avanzado más allá de Cirenaica desde la década de 640, aparte de incursiones periódicas. En 665/66 Ibn Hudayj comandó un ejército que asaltó Bizacena (distrito sur del África bizantina) y Gabes, y capturó temporalmente Bizerta antes de retirarse a Egipto. Al año siguiente, Mu'awiya envió a Fadhala y Ruwayfi ibn Thabit a asaltar la valiosa isla comercial de Yerba. Mientras tanto, en 662 o 667, Uqba ibn Nafi, un comandante de los coraichitas que había jugado un papel clave en la captura de Cirenaica por los árabes en 641, reafirmó la influencia musulmana en la región de Fezán, capturando el oasis de Zawila y la capital garamantes de Germa. Es posible que haya llegado a hacer incursiones incluso hasta Kaouar en el sur, en el Níger actual.
La lucha por la sucesión de Constantino IV alejó la atención bizantina del frente africano. En 670, Mu'awiya nombró a Uqba como vicegobernador de Egipto sobre las tierras del norte de África bajo control árabe al occidente de Egipto. Comandando una fuerza de 10 000 hombres, Uqba comenzó su expedición contra los territorios al oeste de Cirenaica. Mientras avanzaba, a su ejército se le unieron los bereberes laguatan islamizados, y sus fuerzas combinadas conquistaron Gadamés, Gafsa y el Djerid. En la última región estableció una ciudad-guarnición árabe permanente llamada Cairuán a una distancia relativamente segura de Cartago y las áreas costeras, que habían permanecido bajo control bizantino, para que sirviera como base para futuras expediciones. También ayudó a los esfuerzos de conversión musulmana entre las tribus bereberes que dominaban las áreas circundantes.
Mu'awiya despidió a Uqba en 673, probablemente debido a la preocupación de que formara una base de poder independiente en las lucrativas regiones que conquistó. La nueva provincia árabe, Ifriqiya (Túnez actual), permaneció subordinado al gobernador de Egipto, quien envió a su  mawlā (liberto musulmán no árabe) Abu al-Muhaŷir Dinar a reemplazar a Uqba, quien fue arrestado y transferido a la custodia de Mu'awiya en Damasco. Abu al-Muhaŷir continuó las campañas hacia el oeste hasta Tremecén y derrotó al jefe bereber de Awraba Kusaila, quien posteriormente se convirtió al islam y unió a ellos sus fuerzas. En 678, un tratado entre los árabes y los bizantinos cedió Bizacena al Califato, mientras obligaba a los árabes para retirarse de las partes del norte de la provincia. Después de la muerte de Mu'awiya, su sucesor Yazid volvió a nombrar a Uqba, Kasaila desertó y una alianza bizantino-bereber puso fin a la contienda árabe sobre Ifriqiya, control que no se restablecería sino hasta el reinado del Califa Abd al-Malik ibn Marwan (r. 685-705).

### Nominación de Yazid como sucesor
En un movimiento sin precedentes en la política islámica, Mu'awiya nominó a su propio hijo, Yazid, como su sucesor. El califa probablemente había mantenido ambiciones respecto a la sucesión de su hijo durante un período considerable. En 666, supuestamente habría hecho envenenar a su gobernador en Homs, Abd al-Rahman ibn Khalid, para eliminarlo como potencial rival de Yazid. Los árabes sirios, entre quienes Abd al-Rahman ibn Khalid era popular, habían visto al gobernador como el sucesor más adecuado del califa gracias a su historial militar y al hecho de que fuera descendiente del compañero de Mahoma, Jálid ibn al-Walid.
No fue sino hasta la segunda mitad de su reinado que Mu'awiya declaró públicamente a Yazid como su heredero, aunque las fuentes musulmanas tradicionales ofrecen detalles divergentes sobre el momento y el lugar de los eventos relacionados con la decisión. Los relatos de al-Mada'ini (752-843) e Ibn al-Athir (1160-1232) coinciden en que al-Mughira fue el primero en sugerir que Yazid fuera reconocido como sucesor de Mu'awiya, y que Ziyad apoyó la nominación con la salvedad de que Yazid abandonase las actividades impías que pudieran despertar la oposición de la política musulmana. Según al-Tabari, Mu'awiya anunció públicamente su decisión en 675/76 y exigió que se le jurara lealtad a Yazid. Ibn al-Athir solo relata que delegaciones de todas las provincias fueron convocadas a Damasco, donde Mu'awiya les dio un discurso sobre sus derechos como gobernante, sus deberes como súbditos y las dignas cualidades de Yazid, a lo que siguieron las llamadas de al-Dahhak ibn Qays y otros cortesanos a que Yazid fuese reconocido como el sucesor del califa. Los delegados brindaron su apoyo, con excepción del noble anciano de Basora al-Ahnaf ibn Qays, quien finalmente fue sobornado para que cumpliera. Ni Al-Mas'udi (896–956) ni al-Tabari mencionan delegaciones provinciales distintas a la embajada de Basora dirigida por Ubayd Allah ibn Ziyad en 678/79 o 679/80, respectivamente, que reconoció a Yazid.
Según Hinds, además de la nobleza, la edad y el buen juicio de Yazid, "lo más importante de todo era el hecho de que representaba una continuación del vínculo con los Kalb y, por lo tanto, una continuación de la confederación [tribal] dirigida por los Kalb en la que el poder sufyánida finalmente se apoyaba". Al nominar a Yazid, su hijo con la kalbita Maysun, Mu'awiya pasó por alto a su hijo mayor Abd Allah de su esposa coraichita Fakhita. Aunque el apoyo de los kalb y el grupo más amplio de los Quda'a estaba garantizado, Mu'awiya exhortó a Yazid a ampliar su base de apoyo tribal en Siria. Como los Qaysitas eran el elemento predominante en los ejércitos de la frontera norte, el nombramiento de Yazid por Mu'awiya para liderar los esfuerzos de guerra contra Bizancio puede haber servido para fomentar el apoyo qaysita para su nominación. Los esfuerzos de Mu'awiya con ese fin no fueron del todo exitosos, como se refleja en una línea de un poeta qaysita: "Nunca le rendiremos lealtad al hijo de una mujer kalbí [es decir, Yazid]".
En Medina, los parientes lejanos de Mu'awiya, Marwán ibn al-Hakam, Sa'id ibn al-As e Ibn Amir aceptaron el orden de sucesión de Mu'awiya, aunque con desaprobación. Los opositores a la orden de Mu'awiya en Irak y entre los omeyas y los coraichitas del Hiyaz fueron finalmente amenazados o sobornados para que aceptaran. La oposición principal restante provino del hijo de Ali, Husáin ibn Ali, así como de Abd Allah ibn al-Zubayr, Abd Allah ibn Umar y Abd al-Rahman ibn Abi Bakr, todos prominentes hijos de antiguos califas o compañeros cercanos de Mahoma que vivían en Medina. Como poseían derechos más cercanos al califato, Mu'awiya estaba decidido a obtener su reconocimiento. Según el historiador Awana ibn al-Hakam (m. 764), antes de su muerte, Mu'awiya ordenó que se tomaran ciertas medidas contra ellos, confiándole esta tarea a sus leales al-Dahhak ibn Qays y Muslim ibn Uq ba.

## Muerte
Mu'awiya murió de una enfermedad en Damasco en el mes de Rajab del año 60 AH (abril-mayo de 680 d. C.). Los relatos medievales varían con respecto a la fecha específica de su muerte: Hisham ibn al-Kalbi (m. 819) sugiere el 7 de abril, al-Waqidi el 21 de abril y al-Mada'ini el 29 de abril. Según el historiador Abu Mikhnaf (m. 774), Yazid, quien estaba fuera de Damasco al momento de la muerte de su padre, lo sucedió el 7 de abril, mientras que el cronista Nestoriano Elías de Nisibis (muerte en 1046) afirma que ocurrió el 21 de abril. En su último testamento, Mu'awiya le dijo a su familia: "Temed a Dios, Todopoderoso y Grande, por Dios, alabadlo, proteged a quien le tema, y no hay protector para quien no teme a Dios". Fue enterrado junto a la puerta Bab al-Saghir de la ciudad, y las oraciones fúnebres fueron dirigidas por al-Dahhak ibn Qays, quien lamentó la muerte de Mu'awiya llamándolo la "vara de los árabes y la espada de los árabes, por medio de la cual Dios, Todopoderoso y Grande, cortó la contienda, a quien hizo soberano sobre la humanidad, por medio de quien conquistó países, pero que ahora ha muerto".
La tumba de Mu'awiya fue un sitio de visitas hasta el siglo X. Al-Mas'udi (m. 956) sostiene que se construyó un mausoleo sobre la tumba y estaba abierto a los visitantes los lunes y jueves. Ibn Taghribirdi afirma que Ahmad ibn Tulun, el gobernante autónomo de Egipto y Siria en el siglo IX, erigió una estructura sobre la tumba en 883/84 y empleó a miembros del público para que recitaran regularmente el Corán y encendieran velas alrededor de la tumba.

## Legado
El gobierno de Muawiya, según la mayoría de historiadores, se caracterizó por la paz y la justicia. Como se describió antes, a los gobernadores se les concedió plena autoridad civil y militar. Sin embargo, la nominación de su hijo Yazid para sucederlo generó gran oposición, y es considerada como la responsable de la división del islam.
Con la creación de una flota naval, Muawiya fue la fuerza que dio impulso al esfuerzo musulmán contra Bizancio. Su armada desafió a la armada bizantina y asaltó las islas y costas bizantinas a voluntad. La impactante derrota de la flota imperial por parte de la joven armada musulmana en la batalla de los mástiles en 655 fue un punto de inflexión crítico. Abrió el Mediterráneo, que era considerado un "lago romano", y dio comienzo a una serie de conflictos navales por su control que durarían siglos. Esto también permitió la expansión del estado en el norte de África y España. El comercio entre las costas musulmanas en el oriente y el sur y las costas cristianas en el norte casi que cesó del todo durante este período, aislando a Europa occidental de los desarrollos en el mundo musulmán: "En la antigüedad, así como en la Alta Edad Media, los viajes de Italia a Alejandría era una ocurrencia común; en los tiempos islámicos antiguos los dos países eran tan remotos que incluso la información más básica era desconocida". Muawiya también dio inicio las primeras incursiones a gran escala en Anatolia a partir del 641.
Muawiya embelleció en gran medida a Damasco y desarrolló una corte que rivalizara con la de Constantinopla. Expandió las fronteras del imperio, llegando en un punto hasta las mismas puertas de Constantinopla, si bien los bizantinos lo rechazaron y no logró mantener ningún territorio en Anatolia.
Muawiyah tenía una biblioteca personal (bayt al-hikmah)  que fue ampliada por sus sucesores «a lo largo del período omeya (...). Esta primera gran biblioteca fuera de una mezquita era conocida por incluir obras sobre astrología, medicina, química, ciencia militar y varias artes prácticas y ciencias aplicadas además de religión».
Muawiyah tenía algunas virtudes más bien escasas en otros. Era políticamente hábil para tratar con el Imperio Romano de Oriente, por lo cual Mahoma lo nombró secretario. Una vez que se estableció la paz, Muawiya reconcilió a muchas de las personas que habían estado luchando unas contra otras gracias a su generosidad y justicia. Incluso el más obstinado de sus oponentes a menudo quedaba desarmado por su generosidad y diplomacia. También logró, a través de una excelente diplomacia, equilibrar las rivalidades tribales.
Durante el gobierno de Mu'awiya, puso en práctica el consejo que Mahoma le había dado: "Cuando gobiernes, hazlo bien". Era escrupuloso con la justicia, generoso y justo con personas de todas las clases. Honraba a las personas que poseían capacidad y talento y las ayudaba a desarrollar sus talentos, independientemente de su tribu. Mostró gran paciencia ante la impetuosidad de hombres ignorantes y gran generosidad hacia los necesitados. Hizo que los juicios de la Shari'a fueran vinculantes para todos con determinación, compasión y diligencia. Los guio en sus oraciones y los dirigió en sus reuniones. Los comandó en sus guerras. En resumen, demostró ser un gobernante equilibrado y modelo. 'Abdullah ibn' Abbas declaró que no veía a un hombre más apto para gobernar que Mu'awiya.

Debe decirse, sin embargo, que el ascenso de Mu'awiyah se debió en parte a sus conexiones familiares con la tribu omeya. Durante la última parte del gobierno de Uthmán ibn Affan, Ali le aconsejó a Uthmán que mantuviera un control sobre el creciente poder de Mu'awiyah, diciendo:
Te diré que todos los nombrados por Úmar ibn al Jattab eran controlados estrictamente por él. Si (Úmar) escuchaba una sola palabra que le preocupara, lo azotaba y luego lo castigaba con la mayor severidad. Pero tú no haces [eso]. Has sido débil y tolerante con tus familiares.
Uthmán le respondió:
"¿Sabes que Úmar mantuvo a Muawiya en el cargo durante todo su califato? Yo solo he hecho lo mismo". 
Ali respondió: 
"Te lo juro por Dios, ¿Sabes que Mu'awiyah tenía más miedo de Úmar del que le tenía el propio esclavo de Úmar, Yarfa?" 
"Sí", dijo (Uthman). 

'Ali prosiguió: "De hecho, Mu'awiyah toma decisiones sobre cuestiones sin [consultarte], y tú lo sabes. Por lo tanto, le dice a la gente. 'Este es el mandato de Uthmán'. Tú oyes hablar de esto, pero no lo censuras".

## Perspectivas sobre Muawiya
En la tradición, la imagen de Mu‘awiya tiene algo de contradictoria. Por un lado, se le considera un gobernante inteligente y exitoso que obtuvo lo que quería por medio de la persuasión en lugar de usar la fuerza. Mu'awiya es célebre por el uso de halagos e incentivos materiales en lugar de la fuerza, y se le atribuyen las palabras: “Nunca uso mi voz si puedo usar mi dinero, nunca mi látigo si puedo usar mi voz, nunca mi espada si puedo usar mi látigo; pero, si tengo que usar mi espada, lo haré''.  Es también célebre por su práctica de invitar a los líderes de las provincias a acudir a su corte, donde los halagaba y trataba bien antes de enviarlos de regreso a sus provincias llenos de regalos, tras haberlos persuadido sobre el plan que tenía en mente para que ellos a su vez persuadieran a sus ciudadanos.
A la vez se le ve como el hombre que pervirtió el califato en una realeza. La nominación de su hijo Yazid para sucederlo generó gran oposición, especialmente de Abdallah ibn Zubayr y el hijo de Ali, Husáin ibn Ali. Muawiya fue acusado de convertir al califato en una realeza dinástica y es considerada una causa directa del estallido de la Segunda Fitna. La legitimidad de la sucesión de Yazid fue debatida y cuestionada por muchos, incluido Husáin. La marcha de Husáyn con sus seguidores para desafiar a Yazid tuvo un final trágico en Karbala, un evento que hasta el día de hoy es conmemorado por los chiitas y por muchos musulmanes sunitas. Por estas razones, además de su conflicto con Ali, Muawiya ha sido considerado responsable del surgimiento de los primeros cismas en el islam. Su negativa a reconocer el califato de Ali y su nombramiento de Yazid como heredero no solo resultó en la introducción de la sucesión hereditaria en la política musulmana, sino también en el surgimiento de los jariyíes y la consolidación del chiismo. Si bien Muawiya ha sido vilipendiado por los chiitas a lo largo de la historia musulmana, los sunitas respetan su sagacidad política, justicia, imparcialidad, tolerancia y la determinación en su carácter.